# 富士山本門寺

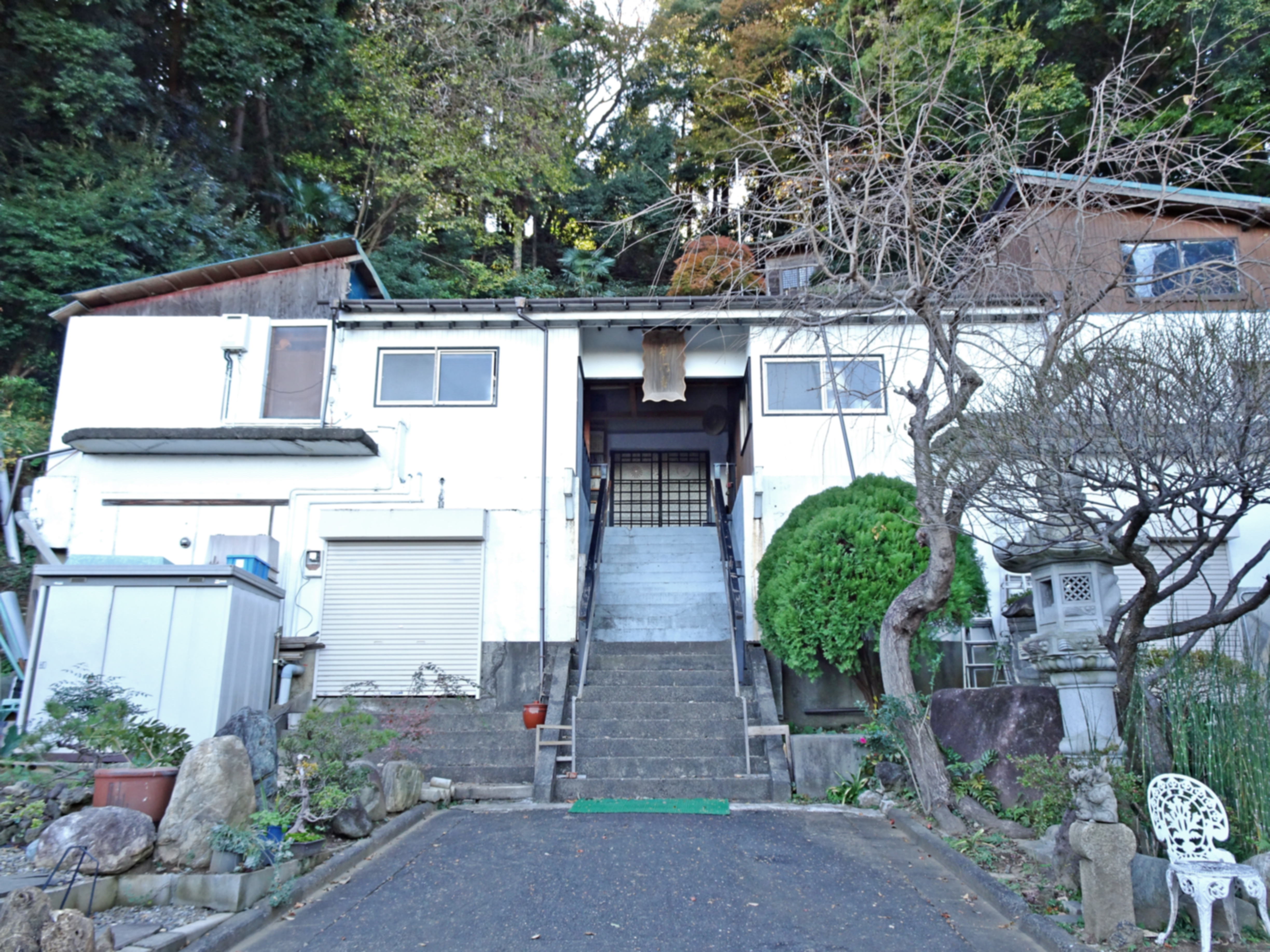
本堂

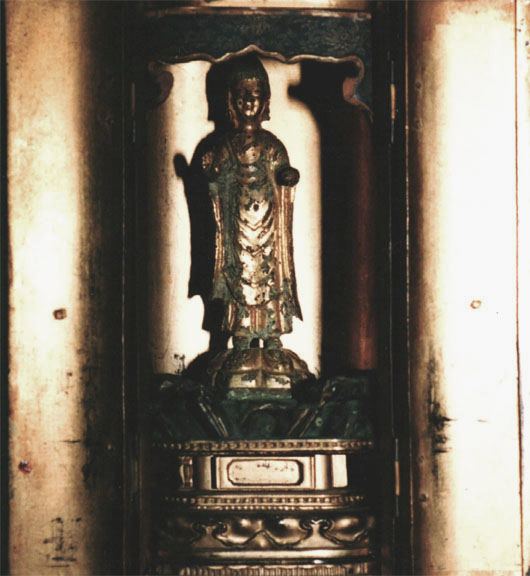
日蓮大聖人持仏 釈迦立像

富士山本門寺（ふじさんほんもんじ）は、旧鎌倉郡・現横浜市戸塚区小雀町殿ヶ谷にある本門正宗の総本山である。
山号を富士山、院号を久遠常在院、寺号を本門寺と称する。
本尊は日蓮の魂魄「本因妙大本尊」、開基は後醍醐天皇、開祖は日蓮、開山は、日目。日蓮が修行した霊跡と伝えられる竜神の滝や後醍醐天皇の護良親王の旧墓跡等のゆかりの地に位置する。

## 歴史
本門寺の草創は、日蓮が建長6年(1254年)6月25日「自解佛乗」を宣言された時に始まる。文応元年(1260年)『立正安国論』を著し、鎌倉幕府を諌めた事に依り、伊豆国に配流され、文永8年(1271年)蒙古襲来を予言して佐渡へ流罪となった。
文永11年、佐渡流罪を赦免され鎌倉幕府に召されたが幕府官僚と合意を見ず、甲斐国波木井郷の山中に入り草庵を結んだ。
その10月に法華経誹謗の罪に依って起こると法華経に予言されている「他国侵逼」の難が予言通りと成り、日蓮は民衆救済のため、『法華経寿量品』に「如来秘密神之力」と示された久遠元初の御本佛の実体の相貌をご図顕され、弘安2年(1279年)より『如来寿量品』の「我今當設方便」(我れ今、當に方に便を設なす。)に随って「法ヲ久ク住セシム」ために大本尊を自ら長方形の板に刻まれ、同年10月12日「本因妙大本尊」として開眼し出世のご本懐を遂げた。御遷化に先立ち「本因妙大本尊」を日目聖人に信託されると共に、「如来滅後五五百歳始観心本尊抄」を踏まえ、交名を「蓮藏房」と給った。
日蓮は弘安5年(1282年)10月13日61歳で死去したが遺言に随って、日蓮を掲仰する日興門下一同に依って灰骨を練り込んだ日蓮の御影像が造られ、日蓮のご持佛であった「釈迦立像」と共に安置され身延山久遠寺は主体を成した。
以降、正応元年（1288年）門下の一行は日蓮の遺言「地頭の不法ならん時は我も住じき」に従い波木井の山中より、駿河国、富士郡の南条時光の持佛堂に移られ日目の生家、新田小野寺氏の所領、大石ヶ原(現在の富士市依田原字大石寺)に一宇を創り、本因妙大本尊を奉藏し蓮藏坊と称し地名を冒して「大石寺」と称される。
永仁6年（1298年）大石ヶ原の東方の重須郷に南条時光、石川新兵衛等の合力に依り「談所」が設けられ、日蓮の御影は当談所遷され日興が常随給仕された。故に「談所」を日興の交名を以って「白蓮坊」、蓮藏坊の東方という意味で「東大坊」とも称し、東大坊を総称して身延山久遠寺と称することとなった。
この様に、日蓮の遺命を正純に守り、日目は度々朝廷に上奏して元亨4年(1324年）に後醍醐天皇の叡慮に達した。
元弘3年(1333年）5月本門寺の勅宣を賜り同6月、後醍醐天皇の王政復古は成就し建武新政となり、日目は日蓮のご遺命の「本門事戒壇」の勅許を賜うべく上洛の途、美濃国垂井にて77歳で死去した。
随行の日郷・日尊は日目の灰骨を宝瓶に納め奉持し入洛され上表を挙げ、翌々建武2年(1335年)6月7日「本門護国寺(事戒壇)」の勅旨を賜った。
併し天下は日蓮が『法花取要抄』に予言された「天瞋るは人に失有ればなり、二つの日並び出るは一国に二つの国王並ぶ相なり。王と王との闘諍なり。星の日月を犯すは臣、王を犯す相なり、日と日の競い出るは四天下一同の諍論なり。(中略)是くの如く国土乱れて後に上行院等の聖人出現し本門の三つの法門これを建立し、一四天、四海一同に妙法蓮華経の広宣流布疑い無からん者か。」の予言の如く、鎌倉幕府の覇権主義により嵯峨上皇及び亀山天皇遺詔は踏躙られ、次いで足利尊氏の叛逆に依り後醍醐天皇の王位は犯され、足利尊氏の擁立した持明院統と吉野朝廷との抗争が続き、大石寺衆徒も公・武に面々別れ争い、後醍醐天皇に依って本門護国寺の勅許は下されたものの伽藍の建立を見ることが出来なかったが、元中九年(1392年)の両統和睦を以って富士天城邸に富士山本門護国寺の伽藍は整い「本因妙大本尊」が本堂に安置された。
併し、持明院統方の違約に依り再度、天下は争乱の世となり、本門寺衆徒も再度、敵・味方に分かれ抗争を繰り広げた結果、文明10年(1478年),本門寺座主、日安は正統主・南帝皇上の勅旨を仰ぎ日蓮の「本因妙大本尊」以下の諸霊宝を安全な場所「東台かいと」(根古屋字大城)の地に隠し込めた。
明応8年（1499年）都より遷られた南天皇は此処に御所を営み日蓮以来の諸霊宝の一切を引き継いだ。こののち南天皇は北条早雲に奉じられ相州の遷られたが、その皇胤正嫡はこの地に留まり日蓮の王法佛法興隆の意を以って蓮興庵と称し、「本因妙大本尊」様の意を体して「大宣寺」と号した。
そして三超院様に至り「王佛冥合」の教えは燎原の火の如く拡がり、それを恐れた徳川幕府はその思想を禁ずるために異流儀の名のもと大弾圧を加えられ、日目建立の正統大石寺は寛永8年(1631年)焼打ち炎上した。
故に、その孫、長寿院は名を小野寺左京と改め一花無残居士と号して阿野舘跡の一部に士詠山大泉寺を重興し日蓮の佛法の総てを再び隠し込めた。
そして、現在は、正しく本門の法華経の広宣流布の時を迎え、本門寺は日了に依って蓮・興・目三師有縁の地に駿河の元、富士山久遠常在院本門寺を再興するに至る。

## 霊宝
- 本因妙大本尊
- 日蓮大聖人　文永10年筆紺紙金泥妙法蓮華経　8巻
- 日蓮大聖人御影像

## 重宝
- 釋迦立像
- 本門寺宸翰勅額
- 後醍醐天皇　宸翰2通
- 後醍醐天皇の綸旨3通
- 後醍醐天皇　紺紙金泥　妙法蓮華経宸筆　第6巻
- 日目聖人の御影図
- 本門寺灌頂幡
- 一花無残居士　小野寺左京　像

## 年中行事
- 1月 1日 ： 元朝祝祷会
- 1月15日 ： 天長節
- 2月 7日 ： 興師会
- 2月16日 ： 宗祖誕生会
- 3月彼岸中 ： 春季彼岸会
- 6月 7日 ： 開闢会
- 7月13日 - 16日 ： 盂蘭盆会
- 8月16日 ： 御開基会
- 9月彼岸中 ： 秋季彼岸会
- 10月13日 ： 御大会
- 11月15日 ： 日師会
- 12月23日 ： 日宗会
- 12月31日 ： 大晦日・元旦四方拝